# Accordo di quarta

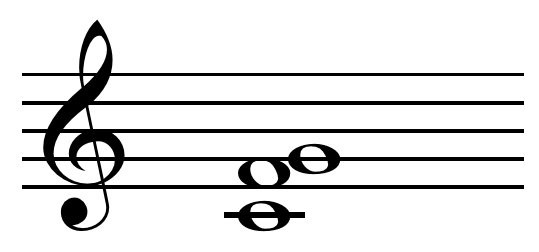
Accordo di DO4, oppure DOsus4.

Un accordo di quarta (definito anche accordo sospeso o sus4) è una triade in cui la terza dell'accordo (ad esempio, nell'accordo di Do maggiore, la nota Mi) è rimpiazzata dalla quarta (nell'accordo di Do maggiore, la nota Fa). Questo accordo può essere visto come un ritardo e seguito quindi dall'accordo maggiore o più raramente minore sulla stessa tonica, oppure usato alla fine di una cadenza per dare una conclusione "aperta" del brano.
Esempi di accordi di quarta:
- Do4: Do Fa Sol
- Re4: Re Sol La

## Analisi
La definizione di "accordo sospeso" deriva dal lessico contrappuntistico e più precisamente dalla sospensione, ossia quel procedimento tramite il quale una nota di un accordo viene mantenuta nell'accordo successivo per poi farla risolvere sulla caratteristica o sulla tonica. Nella musica contemporanea, comunque, non vi è implicazione di risoluzione, ma il termine è usato esclusivamente in riferimento alla struttura armonica dell'accordo; vale a dire, un accordo sus4 non risolve necessariamente sulla terza e non è necessariamente "preparato" dall'accordo precedente. Per esempio:
- Il Dosus4 è composto dalle note Do (tonica) - Fa (sottodominante) e Sol (dominante). Secondo i canoni classici, questo accordo dovrebbe far seguito, per esempio, a un accordo di Fa (la cui tonica si prolunga, diventando la sottodominante nell'accordo di Do) e risolvere il Fa in Mi o in Mi♭, a seconda che ci si trovi in tonalità di Do maggiore o minore rispettivamente. Nella musica leggera contemporanea questo procedimento non è necessario, sebbene la preparazione e la risoluzione possano accadere.[1]

Il jazz moderno ammette accordi sus4 a quattro voci, con l'aggiunta della caratteristica, a patto che questa si trovi sopra la sottodominante.

### Rivolti
Gli accordi sospesi hanno due rivolti, che li trasformano mutualmente da accordi sus2 in accordi sus4 e viceversa. Per esempio:
- Solsus2 (Sol - La - Re) è il primo rivolto del Resus4 (Re - Sol - La); viceversa, il Resus4 è il secondo rivolto del Solsus2.

Entrambi gli accordi, sus2 e sus4, possiedono un rivolto che genera un accordo quartale, formato dunque da due quarte giuste sovrapposte.

### Settime e altri gradi
È possibile aggiungere la settima ad un accordo di quarta, che sarà, virtualmente, sempre la settima minore. Un caso particolare rappresenta l'accordo 9sus4, la cui notazione raccomandabile è quella di accordo di undicesima. Per esempio:
- il Do9sus4 sarà composto dalle seguenti note: Do (tonica), Fa (sottodominante), Sol (dominante), Si♭ (sottotonica, cioè settima minore), Re (sopratonica all'ottava superiore, cioè nona). La notazione raccomandata per questo accordo sarà però Do11, ossia Do - Sol - Si♭ - Re - Fa (dunque spostando la quarta all'ottava superiore e usandola come undicesima); l'accordo rimane sospeso perché alla sua tonica non risponde alcuna caratteristica (mancano, vale a dire, il Mi o Mi♭), ma cambia la disposizione dei gradi e quindi la nomenclatura dell'accordo.

## Nel Jazz: l'accordo9sus4
Un accordo di 9sus4 di dominante è un accordo di settima costruito sul quinto grado della scala, modificato sostituendo la terza maggiore con la quarta sospesa e aggiungendo la nona. Può essere indicato come V9sus4 oppure come V7sus4. Il già citato esempio del Do9sus4 sarà dunque composto dalle note Do - Fa - Sol - Si♭ - Re in quest'ordine.
Comunemente, questo accordo evita l'intervallo di terza maggiore, preferendogli la quarta giusta, e risulta quindi un accordo di quarta sospesa a tutti gli effetti, e non un accordo di undicesima, sebbene si possa pensare ad esso anche come a uno slash chord; per esempio:
- Sol9sus4: questo accordo è composto da Sol (tonica) - Do (sottodominante) - Re (dominante) - Fa (settima minore) - La (nona); ma questa sequenza può anche comporre un Fa in primo rivolto con il Sol al basso (Sol - Do - La - Fa), che in notazione anglosassone si indica con F/G ("F over G" oppure "F slash G", cioè "Fa su Sol");[4] in sostanza, si tratta di un accordo di un accordo di settima di dominante in primo rivolto. O, in alternativa, vi si può pensare come a un Rem7 (in quarto rivolto) su Sol (Dm7/G), mescolanza dell'accordo di ii7 (Re7: Re - Fa - La - Do) e di quello di V7 (Sol7: Sol - Re - [Si] - Fa) sulla scala di Do maggiore.[2]

È importante notare che i gradi ammessi da questo accordo sono 1 - ♭7 - 9 - 11 oppure 1 - 4 - ♭7 - 9, e non 1 - 4 - 5 (un accordo sus4 privo della terza).